# Ciliata tchangi
Ciliata tchangi is een straalvinnige vissensoort uit de familie van de kwabalen (Lotidae). De wetenschappelijke naam werd gepubliceerd in 1994 door Li.